# آنا كوزمينا
آنا كوزمينا (بالروسية: Анна Ивановна Кузьмина)‏ هي سياسية وممثلة روسية (وحمل سابقاً جنسية الاتحاد السوفيتي)، ولدت في 3 مارس 1933 في Khangalassky District ‏ في روسيا، وتوفيت في 25 نوفمبر 2017 في ياكوتسك في روسيا. من الجوائز التي نالتها جائزة القناع الذهبي ‏.

## جوائز
- جائزة القناع الذهبي [الإنجليزية]‏

## وصلات خارجية
- آنا كوزمينا على موقع IMDb (الإنجليزية)